# William Cheselden
William Cheselden (Somerby, Leicestershire, 19 de octubre de 1688 – Bath, 10 de abril de 1752) fue un cirujano inglés.

## Biografía
William Cheselden fue cirujano del hospital de Chelsea. Realizó los estimados tratados sobre anatomía (1713), sobre el Tamaño de la piedra (1723), sobre Osteología (1732); pero él, sobre todo, se hizo de un nombre por haber hecho la primera operación de cataratas en «ciegos» de nacimiento. En 1728, restauró la vista por este procedimiento a un chico de 14 años, y dio, en una memoria incluida en las Transacciones filosóficas, los más interesantes detalles sobre los progresos del nuevo sentido que ese muchacho acababa de adquirir.

## Obras

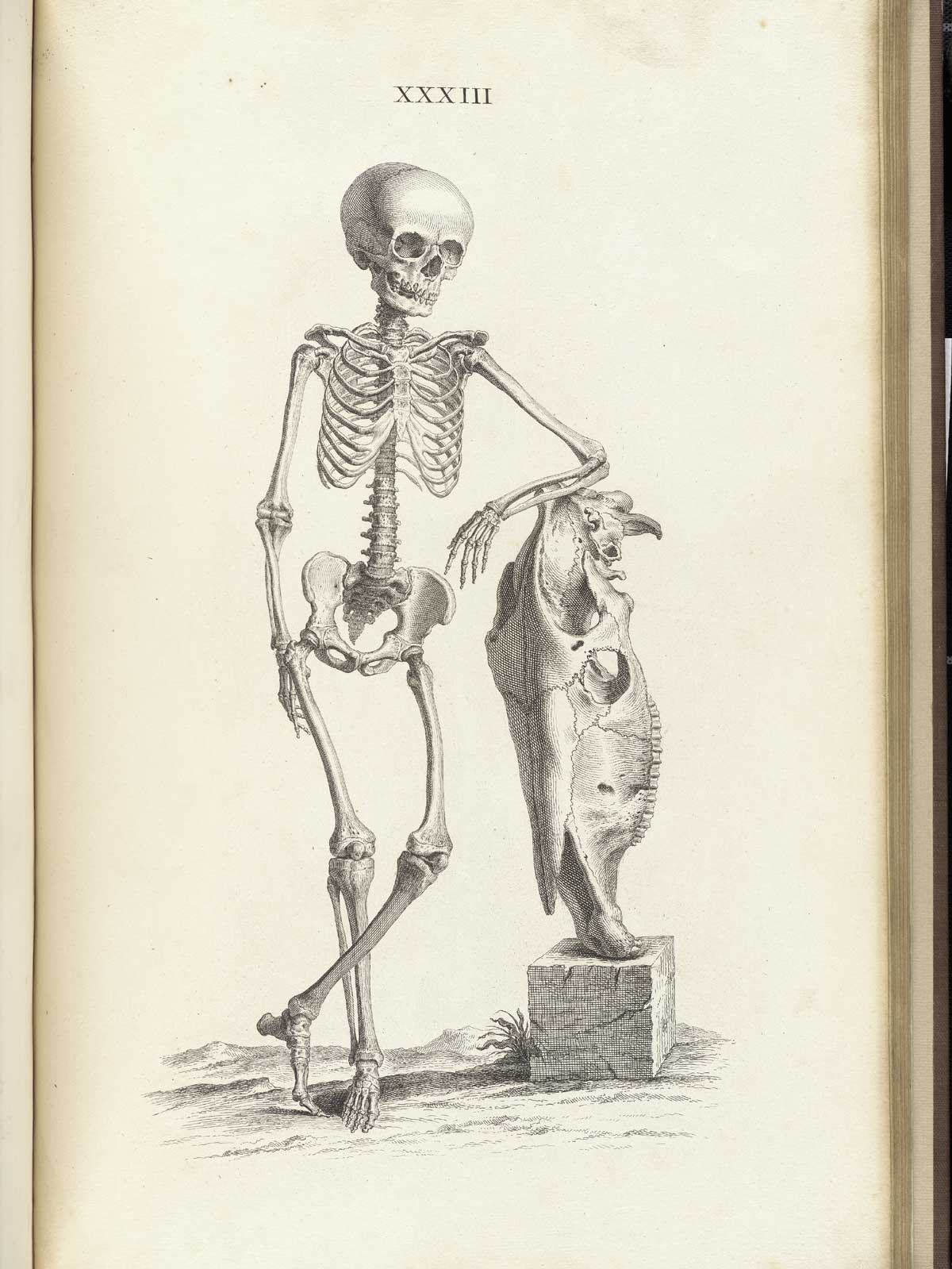
Una lámina de Osteographia. Fuente: NLM

Cheselden es famoso por la invención del enfoque de litotomía lateral para eliminar cálculos en la vejiga, realizada por primera vez en 1727. Procedimiento de corta duración (unos minutos en vez de horas) y una tasa de mortalidad baja (aproximadamente 50%). Cheselden ya había desarrollado en 1723 el enfoque suprapúbico, que publicó en "A Treatise on the High Operation for the Stone". En Francia, sus obras han sido desarrolladas por Claude-Nicolas Le Cat.
También efectúo un gran avance en la cirugía oftalmológica por su operación,la iridectomía, descrito en 1728, para tratar ciertas formas de ceguera mediante la producción de una pupila artificial. Cheselden también describió el papel de la saliva en la digestión. Asistió a Sir Isaac Newton en su última enfermedad y era íntimo amigo de Alexander Pope y de Sir Hans Sloane.